# گرندبی (حوزه سرشماری)، ماساچوست
گرندبی (به انگلیسی: Granby) یک منطقهٔ مسکونی در ایالات متحده آمریکا است که در شهرستان همپشر، ماساچوست واقع شده‌است. گرندبی ۹٫۰۱ کیلومتر مربع مساحت و ۱٬۳۶۸ نفر جمعیت دارد و ۹۵ متر بالاتر از سطح دریا واقع شده‌است.